# Die eiserne Braut
Die eiserne Braut ist ein deutsches Stummfilmdrama aus dem Jahre 1925 von Carl Boese mit Otto Gebühr, Claire Rommer, Erna Morena und Ernst Dernburg in den Hauptrollen.

## Handlung
Im Zentrum des Geschehens steht der altgediente Kapitän Dietrich Hartung, der einst bei der kaiserlichen Marine gedient hatte und heute, in der Weimarer Republik, als Kommandant dem Schulschiff Niobe, das auch „die eiserne Braut“ genannt wird, vorsteht. Unter seinem Kommando dient auch der Sohn des Reeders Eyck, Helmut. Während seines Dienstes auf hoher See verunglückt der Reedersohn beinah und wird nur dank des unerschrockenen Einsatzes Hartungs vor dem Ertrinkungstod gerettet. Als der Kapitän seinen geretteten Kadetten daheim besucht, lernt er auch dessen Schwester Britta kennen. Beide verlieben sich ineinander. 
Im Hause Eyck hängt seit langem der Haussegen schief: Der Reeder hatte nach der Scheidung von seiner Frau, einer ehemaligen Bühnenkünstlerin, die Kinder zu sich genommen und seiner Frau, da sie nach der Trennung in ihren von ihm als unwürdig geziehenen Beruf zurückkehrte, ein Wiedersehen mit Britta und Helmut strikt verwehrt. Von seinen beiden Kindern erwartet der Alte, dass sie sich an sein Kontaktverbot halten. Auch Kapitän Hartung als künftigem Schwiegersohn hat er ein entsprechendes Versprechen abgenommen. Als der nach einem Wiedersehen mit seiner Ex-Gattin sehr aufgebrachte Reeder Eyck bei einer Motorbootfahrt tödlich verunglückt, will der Verlobte Hartung Britta seinem Versprechen gemäß daran hindern, die Mutter Hermine Eyck daran hindern, wieder zu sehen. 
Britte lässt sich aber nichts vorschreiben und kündigt daraufhin lieber die Verlobung mit dem Seemann auf. Doch als Britta im fernen Oslo das Umfeld ihrer Mutter näher kennenlernt, fühlt sie sich von dem Schauspielerleben abgestoßen und kehrt reumütig nach Deutschland zurück. Auf der Heimfahrt havariert Brittas Schiff. Rettung naht in Gestalt des deutschen Panzerkreuzers „Berlin“, dessen Kommando zwischenzeitlich Kapitän Hartung übernommen hat. Unter dramatischen Umständen – der Seemann Külpers stirbt während seines tapferen Rettungseinsatzes den Seemannstod – kommt es auf hoher See zu einem Wiedersehen der einstigen Liebesleute. Kapitän Hartung lässt es sich nicht nehmen, der daheim auf die Rückkehr ihres toten Sohnes wartenden Mutter Külpers die traurige Nachricht zu überbringen. Der im Sterben liegenden Frau, die im Todeskampf glaubt, ihren heimgekehrten Sohn vor sich zu haben, drückt Hartung einen sanften Kuss aufs Gesicht und schließt dann ihre Augen.

## Produktionsnotizen
Die eiserne Braut passierte die erste Filmzensur am 28. Oktober 1925 und wurde im Rahmen einer Interessentenvorführung am 9. November desselben Jahres im Piccadilly-Kino in Berlin-Charlottenburg erstmals gezeigt. Publikumsstart war am 1. Dezember 1925 am selben Ort. Der mit Jugendverbot belegte Sechsakter besaß eine Länge von 2404 Metern. Nachdem der Streifen um wenige Meter gekürzt worden war, wurde Die eiserne Braut auch für die Jugend freigegeben.
Karl Machus entwarf die Filmbauten.

## Kritiken
Das Kino-Journal pries in seinem Resümee den patriotischen Geist dieses Streifens: „So ist dieser Film ein Hochgesang auf die deutsche Marine und dieser Leitgedanke findet in vielen grandiosen Szenenbildern seinen Ausdruck. Ein Heldengesang, in der Bildersprache des Films gesichtet.“
Das österreichische Blatt Freie Stimmen stieß in dasselbe Horn: „Dieses … Filmwerk fesselt uns durch die Schlichtheit seiner voll aus dem Leben entnommenen Handlung. Schöne Meeresbilder und herrliche Schiffsaufnahmen ziehen an unseren Augen vorüber. Der strenge Geist des deutschen Marinesoldaten und dessen Treue zu seinem Beruf werden glänzend gezeichnet. Otto Gebühr … ist als deutscher Marineoffizier eine prächtige Figur“.